# Солон (Нью-Йорк)
Солон (англ. Solon) — місто (англ. town) в США, в окрузі Кортленд штату Нью-Йорк. Населення — 1063 особи (2020).

## Демографія
Згідно з переписом 2010 року, у місті мешкало 1079 осіб у 404 домогосподарствах у складі 305 родин. Було 444 помешкання
Расовий склад населення:
| - 97,8 % — білих - 0,3 % — корінних американців - 0,2 % — чорних або афроамериканців - 0,1 % — азіатів |

До двох чи більше рас належало 1,6 %. Частка іспаномовних становила 1,6 % від усіх жителів.
За віковим діапазоном населення розподілялося таким чином: 23,5 % — особи молодші 18 років, 64,2 % — особи у віці 18—64 років, 12,3 % — особи у віці 65 років та старші. Медіана віку мешканця становила 42,6 року. На 100 осіб жіночої статі у місті припадало 100,6 чоловіків;  на 100 жінок у віці від 18 років та старших — 106,8 чоловіків також старших 18 років.
Середній дохід на одне домашнє господарство  становив 69 601 долар США (медіана — 63 750), а середній дохід на одну сім'ю — 75 267 доларів (медіана — 72 109). Медіана доходів становила 48 417 доларів для чоловіків та 32 381 долар для жінок. За межею бідності перебувало 10,2 % осіб, у тому числі 14,3 % дітей у віці до 18 років та 0,0 % осіб у віці 65 років та старших.
Цивільне працевлаштоване населення становило 613 осіб. Основні галузі зайнятості: освіта, охорона здоров'я та соціальна допомога — 21,0 %, виробництво — 18,4 %, роздрібна торгівля — 13,1 %, будівництво — 10,0 %.